# 桑原一成
桑原 一成（くわはら かずなり）は、日本の機械工学者。大阪工業大学工学部機械工学科教授・自動車部顧問。博士（工学）。日本機械学会エンジンシステム部門学会表彰・年鑑委員会2018委員長・関西支部第90期商議員。日本燃焼学会第62回燃焼シンポジウム実行委員会委員。
専門は、自動車工学・機械制御工学、熱工学・熱力学。

## 略歴
同志社大学工学部機械工学科卒業。同大学院工学研究科機械工学専攻修士課程修了。のちに、博士（工学）。1989年三菱自動車工業に入社し、内燃機関（ガソリン・ディーゼル等）の燃焼制御技術の開発に従事。2007年大阪工業大学工学部機械工学科准教授。2012年より同学科教授。大阪工業大学自動車部顧問も務める。
指導する学生フォーミュラプロジェクトチームが、全日本学生フォーミュラ大会2015で日本自動車工業会会長賞 ＆ジャンプアップ賞を受賞（加速性能を競うアクセラレーション部門で国内6位）している。
主な所属学会は、日本機械学会、自動車技術会、アメリカ自動車技術者協会(SAE)、日本燃焼学会。
主な著書は、自動車技術シリーズ7：自動車の計測解析技術 （共著、朝倉書店1998、学術書）、革新的燃焼技術による高効率内燃機関開発最前線（共著、エヌ・ティー・エス2015、学術書）。主な受賞は、日本機械学会関西支部研究賞、アメリカ自動車技術者協会(SAE) Arch T. Colwell Merit Award(1998)・Harry L. Horning Memorial Award(1995)など。

## 主な研究
- 次世代自動車等の開発促進に係るシミュレーション構築に関する研究
- 燃焼ロバスト性を考慮した圧縮着火機関の燃料設計
- 包括的ユニバーサル燃焼反応モデルの基盤構築 - 東京大学・豊橋技術科学大学らとの共同研究
- ガソリンサロゲート燃料の詳細反応メカニズが記述する着火特性を高度に再現可能な簡略化反応メカニズムの構築 - 慶應義塾大学と共同研究：内閣府戦略的イノベーション創造プログラム(SIP) 革新的燃焼技術ガソリン燃焼プロジェクト[3][4]。
- バイオディーゼル燃料における化学的・物理的過程を考慮した分子構造・組成解析
- ロータリーエンジンへの潤滑向上剤塗布が点火・燃焼におよぼす影響の解明